# Cupcake (How I Met Your Mother)
"Cupcake" es el episodio número 16 de la primera temporada de la serie How I Met Your Mother. Se estrenó el 6 de marzo de 2006.

## Trama
Le han ofrecido a Victoria una beca en un instituto en Alemania, poniendo su relación con Ted en peligro. Ambos están inseguros, pero dicen que las relaciones a larga distancia nunca funcionan; de acuerdo a Ted, es una mentira que los adolescentes usan para estar en el verano antes de la Universidad, mientras que Marshall y Lily dicen que es pura charla y nada de sexo (ambos bromeando con un "Mátame ahora" al final de sus frases). Mientras que Ted está con Marshall y Barney, y Victoria está con Robin y Lily, hacen sus decisiones; Ted piensa que ella debería ir, mientras que Victoria piensa que debería quedarse. Sin embargo, Marshall convence a Ted en pasar un día más con Victoria, usando la analogía de "Si supieras que tu pierna va a ser cortada al día siguiente, ¿te sentarías en el sofá a llorar?". Los dos deciden pasar el día juntos disfrutando Nueva York haciendo las cosas que querían hacer durante su relación, y Ted del futuro le dice a sus hijos que eso fue exactamente lo que hicieron (pero se revela que no lo hicieron, ya que pasaron todo el día en la cama). 
Mientras tanto, Marshall necesita un nuevo traje para una entrevista para una posición de trabajo. Barney le dice que llevará a Marshall a su trabajo, y le da a Marshall un lindo traje. Al mismo tiempo, Lily está de compras para su vestido de novias, pero no puede encontrar algo que le guste. Victoria va con ella y saca uno de los lindos vestidos de la ventana delantera, y a Lily le encanta el vestido. Aunque Lily no intenta comprarlo, accidentalmente se sienta en un pastel gratis dado por la vendedora de la tienda, y lo ensucia. Marshall obtiene la factura por el traje de Barney, y descubre que debe pagar $4.000, pero al principio niega una oferta para trabajar con Barney. Luego, se encuentra con Lily y dice que hará todo lo que pueda, y Lily le revela que arruinó un vestido, y Marshall al ver que no hay manera de pagar $12.000 por ropa, decide trabajar para Barney. 
En ayudar a Ted y Victoria en sus decisiones, Marshall y Lily cuentan dos versiones de la misma historia. En un momento, Lily tuvo una clase de arte en París un verano. De acuerdo a Marshall, Lily conoció a un hombre llamado Gabriel, y pensó que quería estar con Lily. Marshall fue a Francia, y le dijo a Gabriel que se alejara de Lily. De acuerdo a Lily, Gabrielle era una chica quién tenía la autoestima baja por su bigote, y ella y Lily eran buenas amigas, pero de repente ella le dejó de hablar a Lily en el verano, dejando a Lily sin amigos. Ninguno de los dos sabe la historia entre sí.
En el aeropuerto, Ted y Victoria deciden darle una oportunidad a una relación a larga distancia, ambos diciendo que funcionará... sin embargo, el Ted del futuro le cuenta a sus hijos que no funcionó, y que las relaciones a larga distancia apenas funcionan... pero esa historia es para después.